# Challenger de Cremona
El Trofeo Paolo Corazzi  es un torneo profesional de tenis. Pertenece al ATP Challenger Series. Se juega desde el año 2008 sobre pistas de superficie dura, en Cremona, Italia.

## Palmarés

### Individuales
| Año  | Campeón          | Finalista          | Resultado   |
| ---- | ---------------- | ------------------ | ----------- |
| 2011 | Igor Kunitsyn    | Rainer Schüttler   | 6–2, 7–6(2) |
| 2010 | Denis Gremelmayr | Marius Copil       | 6–4, 7–5    |
| 2009 | Benjamin Becker  | Izak van der Merwe | 7–6(3), 6–1 |
| 2008 | Eduardo Schwank  | Björn Phau         | 6–3, 6–4    |

### Dobles
| Año  | Campeones                    | Finalistas                         | Resultado |
| ---- | ---------------------------- | ---------------------------------- | --------- |
| 2011 | Treat Conrad Huey Purav Raja | Tomasz Bednarek Mateusz Kowalczyk  | 6–1, 6–2  |
| 2010 | Alexander Peya Martin Slanar | Rik de Voest Izak van der Merwe    | 7–5, 7–5  |
| 2009 | Colin Fleming Ken Skupski    | Daniele Bracciali Alessandro Motti | 6–2, 6–1  |
| 2008 | Eduardo Schwank Dušan Vemić  | Florin Mergea Horia Tecău          | 6–3, 6–2  |